# Kolokazja jadalna
Kolokazja jadalna, taro (Colocasia esculenta) – gatunek rośliny z rodziny obrazkowatych (Araceae). Ma liczne synonimy: eddo, taro, kolokazja, kleśnica, kleśniec jadalny, kleśnica jadalna. Preferuje tereny podmokłe. Wywodzi się zapewne z Azji Południowo-Wschodniej (Wielkie Wyspy Sundajskie), rozprzestrzeniona na Polinezji i na Wyspach Hawajskich, a w czasach współczesnych także w Afryce i Amerykach.

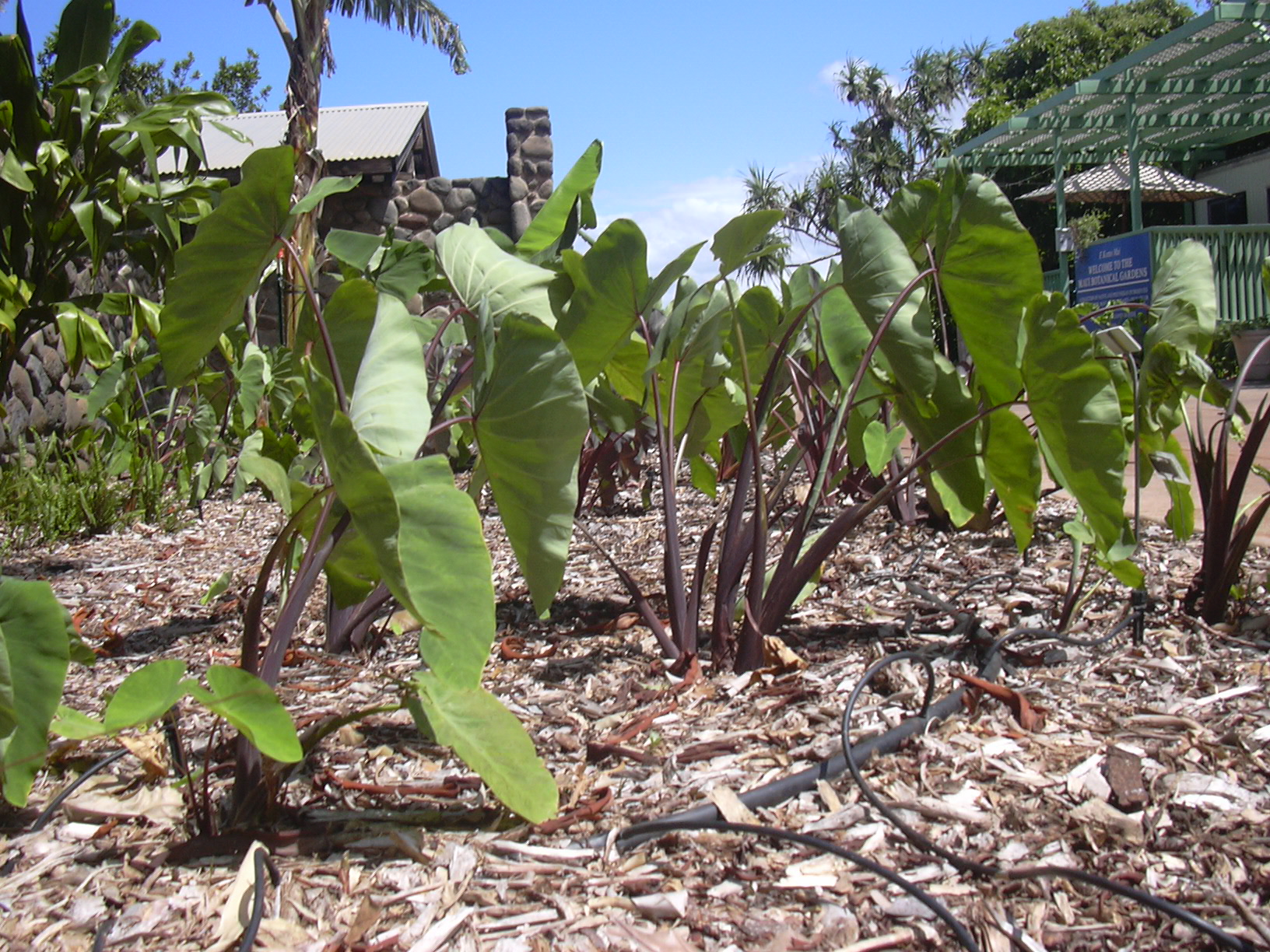
Kolokazja w uprawie

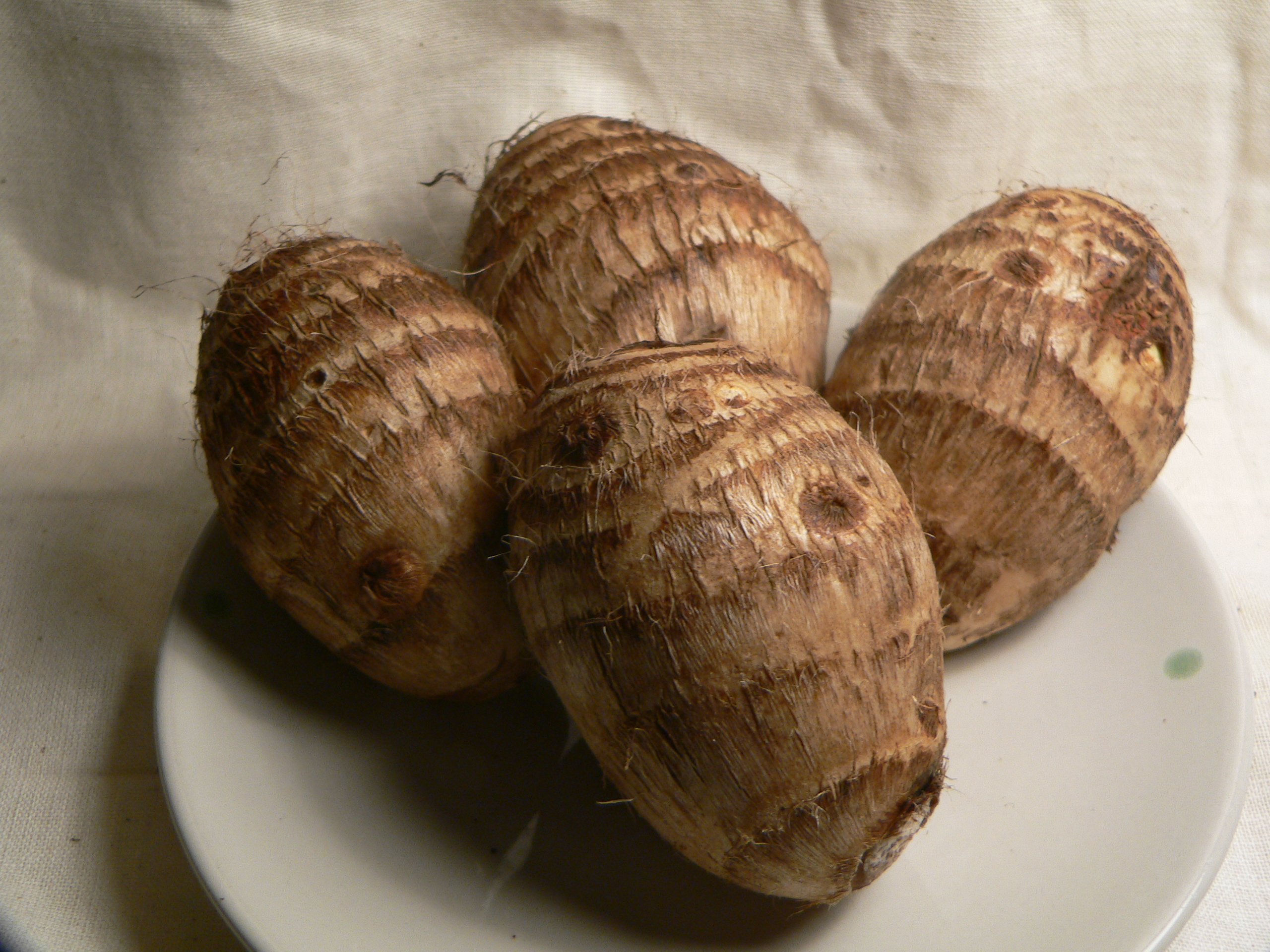
Bulwy taro

## Morfologia
PokrójBylina o wysokości do 1,5 m, z mocno skróconą łodygą, zgrubiałą w części podziemnej, tworząc dużą podziemną bulwę o wyraźnie widocznych pierścieniowato ułożonych bliznach poliściowych, kłącza o zróżnicowanej barwie, od białej lub żółtawej po fioletową i ciemnoszarą. Nad ziemią widoczne jedynie liście.
LiścieOdziomkowe, z mocnym ogonkiem do 150 cm długości, jajowate do szerokostrzałkowatych, wcięte u nasady, blaszka liściowa do 60 cm długości, nieco pofalowana na brzegu. Wierzchołek liścia zwykle zaokrąglony.
KwiatyDrobne, zebrane w kolby o długości do 20 cm, w pochwie kwiatostanowej o długości do 40 cm. Rzadko kwitnie w uprawie.
OwocZielone jagody do 5 mm, gęsto upakowane w kolbie.

## Zastosowanie
Uprawiana w Azji od tysięcy lat, obecnie w całej w strefie tropikalnej i subtropikalnej. Dostarcza w skali światowej ok. 9 mln t bulwiastych kłączy, które są surowcem spożywczym. Na Polinezji jest podstawowym produktem spożywczym. Często przerabiana na mąkę, wykorzystywaną przy produkcji żywności dla niemowląt oraz dla osób cierpiących na celiakię. Ze sfermentowanej masy skrobiowej sporządza się poi, narodową potrawę hawajską.
- Bulwy osiągają wagę do 6 kg[5], zawierają dużo skrobi (nawet do 98%)[7] oraz witamin z grupy B, lecz przed spożyciem należy je długo gotować lub piec, aby wyeliminować igiełkowate kryształki szczawianu wapnia, które działają drażniąco na układ pokarmowy. Mylone niekiedy z bulwami jamsu (Dioscorea batatas).
- Młode liście oraz kolby kwiatostanowe wykorzystywane są jako warzywo (kapusta karaibska).
- Różne części rośliny znajdują zastosowanie w tradycyjnej medycynie w maściach na skaleczenia, owrzodzenia, do hamowania krwawienia, na zapalenie spojówek itd.[5]